# Laurence Shirley, IV conte Ferrers
Laurence Shirley, IV conte Ferrers (Inghilterra, 18 agosto 1720 – Tyburn, 5 maggio 1760), è stato un nobile e assassino britannico.
È principalmente noto per essere stato l'ultimo aristocratico del Regno Unito ad essere condannato a morte e quindi giustiziato.

## Biografia

### Origini
Laurence Shirley discendeva da una famiglia nobiliare molto antica, pur ascesa solo di recente alla carica di conte Ferrers, creata nel 1711 per suo nonno, Robert Shirley, I conte Ferrers. La famiglia Shirley era in origine molto prestigiosa e ricca, discendendo da Robert Devereux, II conte d'Essex, ma il vasto numero di eredi frazionò in breve tempo la maggior parte del patrimonio familiare, cosicché al tempo di Laurence le sue proprietà erano assai ridotte, pur rimanendo considerevoli.
Laurence Shirley ereditò il titolo di conte grazie alla mancanza di figli dei suoi due predecessori, Washington ed Henry Shirley, rispettivamente secondo e terzo conte Ferrers, entrambi figli di sir Robert. L'omonimo padre di Laurence era già morto al momento di ereditare, così il titolo passò direttamente a suo figlio, che al tempo aveva venticinque anni.

### Condotta
Nel 1752 si sposò con Mary Meredith, figlia di un baronetto, ma nonostante ciò il conte continuò a condurre una vita da scapolo, concedendosi numerose avventure galanti. Dedito ad un alcolismo sfrenato, aveva un comportamento molto eccentrico, e secondo molti cominciò a mostrare segni di squilibrio mentale come suo zio Henry e sua zia Barbara prima di lui, forse aggravato dalla sifilide che poteva aver contratto da qualcuna delle sue amanti. Secondo indiscrezioni, anche da sobrio lord Ferrers era solito parlare da solo e prendersela con nemici non meglio identificati; fortemente paranoico, girava armato, non rispondeva mai quando chiamato e prima di mangiare o bere faceva lazzi strani e immotivati.
Gli episodi di violenza di lord Ferrers divennero presto molto noti. In un'occasione arrivò a picchiare selvaggiamente tutti i propri servi perché li sospettava di aver informato i suoi avversari alle corse dei cavalli che la sua giumenta era incinta, mentre in un'altra aggredì un servitore perché egli non voleva rendere indietro delle ostriche giurando che esse non erano quelle ordinate dal nobile.
Soggetto inoltre a brutali attacchi di gelosia, dopo che in un'occasione minacciò l'omicidio-suicidio per i sospetti tradimenti della moglie lady Ferrers, spaventata, lo abbandonò e tornò dalla sua famiglia. In conseguenza del comportamento erratico del conte il Parlamento le concesse il divorzio e lo dichiarò incapace di badare a sé stesso, nominando un amministratore, John Johnson, che si occupasse delle sue finanze e delle sue proprietà e che quindi lo tenesse sotto controllo, nonostante il conte avesse più volte mostrato un'abilità non comune negli affari.

### L'omicidio

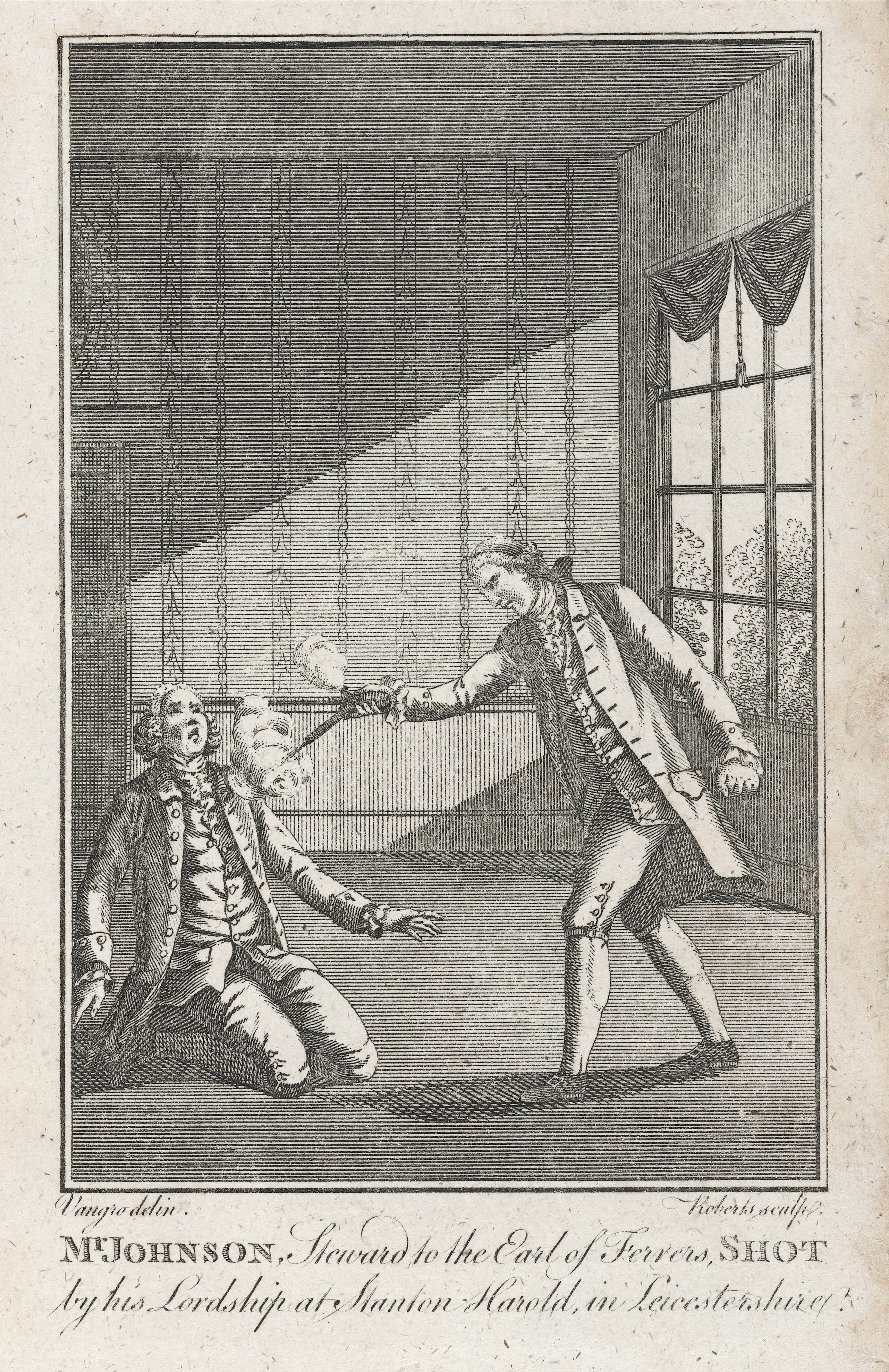
L'omicidio di John Johnson (illustrazione, XVIII secolo)

Nel 1760 il conte, bandito dalla città di Leicester a causa della sua condotta, era rimasto ormai quasi del tutto isolato dal mondo, vivendo nella sua proprietà di Staunton Harold, presso Ashby-de-la-Zouch, con solo pochi servi, la sua amante mrs. Clifford e le loro quattro figlie. Anche Johnson, contabile di lungo corso del conte e per questo nominato dal Parlamento suo amministratore, viveva nei pressi.
In breve tempo il nobile sviluppò delle manie di persecuzione, in particolare delle paranoie nei confronti di Johnson, convincendosi che l'amministratore lo stesse truffando e raggirando in combutta con l'ormai ex-contessa. Alle 15:00 del 18 gennaio 1760, in seguito a mesi di diverbi e minacce sempre più gravi e a un'apparente riappacificazione, dopo aver fatto allontanare tutti i coinquilini dal palazzo con dei pretesti, lord Ferrers convocò Johnson presso di sé. Quando l'amministratore arrivò, il conte si chiuse a chiave con lui nella sua stanza e, dopo un'ora di conversazione sempre più accesa e sconclusionata, estrasse una pistola, lo fece inginocchiare e gli sparò al petto.
Il colpo non fu fatale, e l'unica cameriera ancora presente poté soccorrere l'amministratore e chiamare un medico. Il conte, insensibile al fallimento del suo piano, si diede a bere smodatamente e mantenne un comportamento ambiguo, alternativamente preoccupandosi per la sua vittima e tornando poi a volerla aggredire. Il chirurgo accorso dal villaggio vicino, il dottor Kirkland, si occupò di curare il ferito, e avendo paura che il conte ormai ubriaco potesse tentare nuovamente di ucciderlo ordinò che fosse portato via dal palazzo. Lord Ferrers, temendo infine di essere arrestato, tentò di convincere la figlia di Johnson e il dottore a non denunciarlo, ma invano.
John Johnson, gravemente ferito, morì alle 9:00 del giorno successivo. Subito una folla inferocita, aizzata dalle continue villanie del conte, si radunò davanti al suo palazzo e gli impedì di fuggire, tenendolo assediato per molte ore. Dopo aver invano tentato di disperdere la folla con la minaccia delle poche armi che ancora aveva a disposizione, il conte si arrese e venne trasportato nella prigione di Leicester. Nel villaggio di Ashby il conte subì un primo processo sommario che lo condannò per omicidio, ma per il suo status nobiliare lord Ferrers non poteva essere incriminato da una giuria che non fosse costituita da suoi pari.

### Prigionia, processo e morte

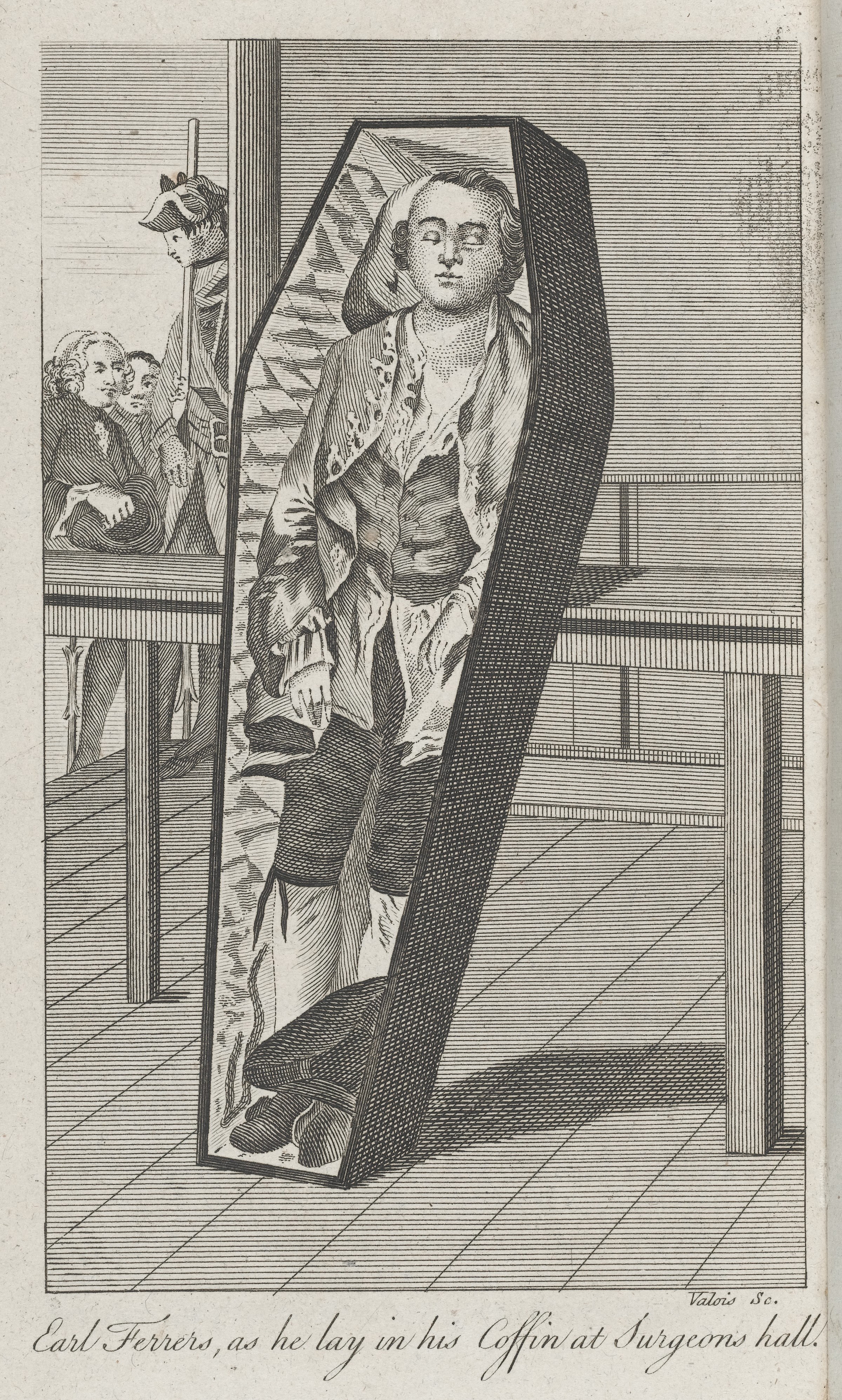
Lord Ferrers nella sua bara subito dopo l'esecuzione (illustrazione, XVIII secolo)

Avuta notizia del misfatto, il Parlamento ordinò a lord Ferrers di comparire presso di sé, così il conte fu trasferito nella capitale britannica e incarcerato nella Torre di Londra. Rimase in prigione in attesa di giudizio dal febbraio all'aprile 1760, ricevendo alcune lettere e visite dall'amante e dalle figlie e mantenendo un comportamento prevalentemente calmo e compassato; tuttavia, secondo le testimonianze delle guardie, certe volte si lasciava andare a gesti inconsulti e apparentemente insensati, dando l'impressione di soffrire davvero di un disturbo mentale.
Lord Ferrers venne infine processato dalla Camera dei Lord tra il 16 e il 18 aprile successivi. Al conte venne permesso di difendersi da solo, e con le sue arringhe cercò di dimostrare di non essere in grado d'intendere e di volere; paradossalmente fu proprio la lucidità dei suoi ragionamenti che indusse infine i Pari a rigettare la tesi del disturbo mentale. Il 18 aprile la Camera raggiunse un verdetto unanime di colpevolezza, condannando lord Ferrers a morte tramite impiccagione; la sua esecuzione, prevista per il 21 aprile, venne posticipata al 5 maggio successivo per dare tempo al conte di fare testamento e sbrigare i suoi ultimi affari. Inizialmente le sue volontà, in quanto dettate dopo la sentenza di colpevolezza, vennero invalidate, salvo poi essere riconfermate ed eseguite: aveva lasciato la maggior parte dei suoi beni ai figli dell'amministratore Johnson come risarcimento, destinando il resto alla sua amante e alle figlie naturali.
Il 5 maggio lord Ferrers venne scortato a Tyburn, ottenendo il privilegio d'esservi condotto con la sua carrozza personale e non sul carro dei condannati a morte. Poco prima aveva scritto a re Giorgio II per richiedere la decapitazione presso la Torre stessa, affermando che l'impiccagione non era adeguata ad un aristocratico e che Tyburn era riservata ai criminali comuni, ma il sovrano aveva rifiutato volendo che la sua morte fungesse da esempio di imparzialità. Dietro alla carrozza del conte si formò un lungo corteo, e l'esecuzione venne ritardata di alcune ore per permettere alla folla di accorrere e sistemarsi.
Una volta sulla forca, lord Ferrers rifiutò i sacramenti ma disse un'ultima preghiera, chiedendo a Dio di perdonarlo per i suoi peccati. Come ultima azione regalò il proprio orologio da taschino allo sceriffo che lo accompagnava; pochi istanti dopo venne impiccato, col solo privilegio riservato ai nobili di essere giustiziato tramite un cappio di seta. Il suo corpo, lasciato per un'ora sulla forca, venne poi pubblicamente dissezionato, e riconsegnato alla famiglia solo l'8 maggio. Venne succeduto nel titolo nobiliare da un fratello minore, Washington Shirley, V conte Ferrers; pare che nella sua cella della Torre di Londra venne rinvenuta una poesia di commiato subito dopo la sua esecuzione.